# Miracinonyx
Miracinonyx és un gènere extint de fèlid que visqué a Nord-amèrica durant el Pliocè i el Plistocè (entre fa 3.000.000 i fa 10.000–20.000 anys). Tot i que en moltes llengües se'l coneix amb el nom de «guepard americà», els paleontòlegs no el classifiquen com a guepard autèntic, car no forma part del clade Acinonychinae, sinó de la subfamília Felinae. De fet, es creu que el puma és un dels seus parents més propers.